# 米山泰揚
米山 泰揚（よねやま やすあき）は日本の財務官僚。世界銀行駐日特別理事。

## 来歴
東京都出身。東京大学法学部卒業。1995年 大蔵省入省（主税局）。同期入省に渡邉和紀らがいる。1997年から2年間、フランス国立行政学院に留学。
2001年7月 財務省理財局総務課調査室課長補佐。債務管理に携わる。2004年 アフリカ開発銀行日本政府代表理事。開発金融機関で「開発」と「金融」という2つの矛盾について概念をどのように止揚させたのか、日々、思いを巡らせていた。2007年から主計局主計官補佐（外務、経済協力第一係主査）兼主計局司計課。
2016年7月9日 国際局開発機関課開発企画官。2019年7月9日 国際局開発機関課長。2021年8月 世界銀行駐日特別代表。

## 略歴
- 1995年4月：大蔵省入省（主税局）[2]。
- 1997年6月：フランス国立行政学院に留学。
- 1999年7月：外務省中東アフリカ局。
- 2001年7月：財務省理財局総務課調査室課長補佐[3]。
- 2003年7月：国際局開発機関課長補佐（国際機関一・五）[4]。
- 2004年：アフリカ開発銀行日本政府代表理事。
- 2007年：主計局主計官補佐（外務、経済協力第一係主査） 兼 主計局司計課。
- 2009年7月：国際局開発政策課長補佐 兼 国際局開発政策課開発政策調整室長。
- 2010年7月：国際局調査課長補佐。
- 2011年7月：国際局開発政策課長補佐。
- 2012年7月：国際局開発機関課長補佐。
- 2013年：国際通貨基金アジア太平洋局。
- 2016年7月9日：国際局開発機関課開発企画官。
- 2019年7月9日：国際局開発機関課長。
- 2021年8月：世界銀行駐日特別代表。